# Estisk Wikipedia
Estisk Wikipedia (estisk: Eestikeelne Vikipeedia,  dansk: den estisksprogede Wikipedia) er den estisksprogede  version af det verdensomspændende encyklopædi-projekt Wikipedia. Estisk Wikipedia blev lanceret 24. august 2002.
Pr. fredag den 28. marts 2025 har den estisksprogede Wikipedia 251.599 artikler, 617 aktive bidragydere og 34 administratorer.